# Li Xueqin
Li Xueqin (chinesisch 李學勤 / 李学勤, Pinyin Lǐ Xuéqín, W.-G. Li Hsüeh-ch'in; * 28. März 1933 in Peking; † 24. Februar 2019) war ein chinesischer Gelehrter und Historiker.

## Leben
Er war Direktor des Instituts für Geschichte der Chinesischen Akademie der Sozialwissenschaften in Beijing, Leiter des Forschungsinstituts für Geistes- und Kulturwissenschaften der Qinghua-Universität, Direktor des Instituts für internationale Sinologie (ebd.), Leiter der Chinesischen Vereinigung für vor-Qin-zeitliche Geschichte und Direktor des neu gegründeten Projekts zur Erforschung der alten chinesischen Zivilisation, das als das „Periodisierungsprojekt der Xia-, Shang- und Zhou-Dynastie“ (chinesisch 夏商周断代工程, Pinyin Xìa Shāng Zhōu Duàndài Gōngchéng, englisch Xia Shang Zhou Chronology Project) bekannt ist.
Li hat zur chinesischen Epigraphik, Archäologie und Geschichte gearbeitet, einschließlich der Ideengeschichte. Eine Ausgabe seiner „Gesammelten Werke“ ist 2005 in Shanghai erschienen.
Er war Mitglied der Politischen Konsultativkonferenz des chinesischen Volkes.

## Werke (Auswahl)
- Eastern Zhou and Qin civilizations. Yale University Press, New Haven u. a. 1985, ISBN 0-300-03286-2 (Early Chinese civilizations series) (Aus dem Chinesischen übersetzt)
- The wonder of Chinese bronzes. Foreign Languages Press, Beijing 1980.
- Li Xueqin (2002): The Xia-Shang-Zhou Chronology Project. In: Journal of East Asian Archaeology, 4, S. 321–333
- L. Xueqin, G. Harbottle, J. Zhang, C. Wang: The earliest writing? Sign use in the seventh millennium BC at Jiahu, Henan Province, China. In: Antiquity 77(295), 2003, S. 31–45.
- The Lost Bamboo and Silk Texts and the Academic History. Jiangxi Education Publishing House, Nanchang 2001, ISBN 7-5392-3606-X (chin.)
- Liu Xueqin wenji (Gesammelte Werke von Liu Xueqin). Shanghai cishu chubanshe, Shanghai 2005